# Neopentecostalismo
Os termos neopentecostalismo ou terceira onda do pentecostalismo designam a terceira onda do movimento pentecostal. É um movimento dentro do cristianismo que surgiu em meados dos anos 1970 e 1980, algumas décadas após o movimento pentecostal do início do século XX, ocorrido em 1906. Dissidente do evangelicalismo que congrega denominações oriundas do pentecostalismo clássico ou mesmo das igrejas protestantes tradicionais (presbiteriana, batista, anglicana, metodista etc), o neopentecostalismo é considerado um movimento sectário.
Em alguns lugares são chamados de carismáticos, tendo como exceção o Brasil, onde essa nomenclatura é reservada quase exclusivamente para um movimento dentro da Igreja Católica chamado Renovação Carismática Católica, mas aos poucos o termo vem sendo resgatado por pentecostais e neopentecostais no País, por exemplo, a "paróquia" Capela Carismática (Manaus), que faz parte da Igreja de Deus Pentecostal do Brasil.
No Brasil, alguns dos maiores e mais representativos grupos dessa corrente são a Igreja Universal do Reino de Deus, a Igreja Internacional da Graça de Deus, a Igreja Mundial do Poder de Deus, a Igreja Renascer em Cristo, a Igreja Apostólica Fonte da Vida e a Comunidade Cristã Paz e Vida, que aceitam apóstolos, bispos e pastores ou missionários presidentes que norteiam o rumo de suas igrejas no País e pelo mundo. Possuem um evangelismo massivo (boa parte delas possuem ou se utilizam de TVs, rádios, jornais, editoras ou literaturas próprias e portais ou sites). Assim como nos Estados Unidos, os neopentecostais brasileiros passaram por um sincretismo entre os movimentos evangélicos tradicionais e as religiões de matrizes africanas como o candomblé e a umbanda.

## Doutrina
De acordo com o Dictionary of Pentecostal and Charismatic Movements ("Dicionário dos Movimentos Pentecostal e Carismático"), "confissão positiva é um título alternativo para a teologia da fórmula da fé", também conhecida como fé ou doutrina da prosperidade promulgada por televangelistas contemporâneos, sob a liderança e a inspiração de Essek William Kenyon. A expressão "confissão positiva" pode ser legitimamente interpretada de várias maneiras. O mais significativo de tudo é que a expressão "confissão positiva" se refere literalmente a trazer à existência o que declaramos com nossa boca, uma vez que a fé é uma confissão.
A antropologia e a sociologia da religião apontam que, no Brasil, nos Estados Unidos e em países africanos, os neopentecostais surgiram do sincretismo entre as religiões cristãs evangélicas e as religiões africanas, como o candomblé. As religiões cristãs, por possuir um maior valor social e etnocêntrico, foram utilizada para englobar antigos rituais místicos e mágicos das religiões africanas, a exemplo disso temos a Umbanda e as igrejas neopentecostais no Brasil.
Outros ensinamentos comuns em igrejas neopentecostais herdados das religiões africanas são: a batalha espiritual (confronto espiritual direto com os demônios), maldições hereditárias, possessão de crentes (domínio demoníaco sobre as pessoas, resultando em doenças ou fracasso), etc. Justamente a ênfase que as denominações neopentecostais dão a esses ensinos que as levam a ser bastante criticadas pelas demais denominações protestantes. Segundo os críticos, o sucesso do movimento teria seu fundamento na pulverização teológica promovida por Mary Baker Eddy e, depois, por Essek William Kenyon ao misturar o gnosticismo das religiões metafísicas com o cristianismo pentecostal. [carece de fontes?]

## Pentecostais vs. neopentecostais
Os neopentecostais formaram um grupo coexistente com os pentecostais, mas com uma identidade distinta. Possuem uma forma muito sobrenaturalista de ter sua fé, com ênfase na busca de revelações diretas da parte de Deus, de curas milagrosas para doenças e a batalha espiritual entre forças espirituais do bem e do mal, que afirmam ter consequências diretas em sua vida cotidiana. São, em geral, mais flexíveis e modernas em questões de costumes em relação aos pentecostais tradicionais.
São tachadas de liberais pelas igrejas históricas. Algumas são um misto de igrejas progressistas, mas com elementos de doutrinas e liturgias tradicionais, como as igrejas da Graça, a Universal e a Mundial. Já ministérios como o MIR se aproximam das igrejas restauracionistas pelo seu modo de doutrinamento e literaturas próprias, evangelismo  e discipulado peculiares e visão de profetismo, apesar de não se autodenominar única igreja verdadeira, pelo contrário ela aglutina diversas denominações debaixo de sua cobertura espiritual, princípios doutrinários e modelo celular de evangelismo (M12).
Segundo o teologo pentecostal Daniel Bernardo Marins Ouriques da Cunha,   A teologia neopentecostal não pode ser jamais ligada ao pentecostalismo o qual em sua essência valoriza a simplicidade e a centralidade bíblica de sua mensagem, enquanto o neopentecostalismo volta-se para um modelo distante da teologia cristã clássica. 
Segundo Alan B. Pieratt, Os ensinos da prosperidade não tiveram origem no pentecostalismo. Todavia, a tendência das denominações pentecostais de aceitarem as afirmações de autoridades proféticas criou um espaço teológico onde a doutrina da prosperidade pode afirmar-se e crescer... Nossa primeira conclusão histórica, é que o pentecostalismo foi o portador desta doutrina, mas ela necessariamente não faz parte das crenças pentecostais.

## Críticas
Vários grupos cristãos têm criticado o movimento pentecostal e neopentecostal por dar muita atenção às manifestações místicas, como a glossolalia, que seria o sinal espiritual mais importante para um crente, caindo por terra com gemidos e gritos durante os serviços, bem como seu anti-intelectualismo.
A base da doutrina Neopentecostal está fundamentada na Teologia da Confissão Positiva, a qual é considerada herética pela ortodoxia cristã. Segundo críticos, a prática dessa doutrina ameaça pontos fundamentais da fé cristã protestante, como a soberania de Deus, a sola scriptura, além de distorções à doutrina da graça, do ascetismo e a soteriologia cristãos.
John Rushdoony, em seu livro O Plano de Deus Para a Vitória, quando se refere ao neopentecostalismo, diz:
O neopentecostalismo produziu uma vida intelectual e vocacionalmente superficial. A prova da fé tornou-se uma experiência emocional, e, não surpreendente, as mulheres começaram a predominar nos círculos neopentecostais. A religião tornou-se um assunto de mulheres.

O neopentecostalismo exaltou as pessoas medíocres e piedosas, que reduziam a fé a uma pura efusão de misticismo que abrange desde curas milagrosas, exorcismos, falar em línguas, profecias e revelações particulares até a determinação positiva. Os fiéis são divididos em duas categorias: a dos santarrões e a dos  pecaminosos. As pessoas medíocres evitam os pecados abertos, não porque amam e temem a Deus, mas porque são almas tímidas, que amam e temem as pessoas, e não ousam definirem-se como possuídas pelo demônio. Em suas mãos, a virtude deixou de estar associada com domínio e fortaleza, e passou a estar associada com fraqueza e medo.
Os reformadores eram homens do mundo: Lutero, um professor antes de tudo; Calvino, um advogado-teólogo chamado para reformar Genebra pelo concílio da cidade. A Reforma significa proclamar o poder salvador de Cristo e aplicar toda a Palavra de Deus a cada área da vida. Qualquer coisa aquém disso não é o evangelho.

Os protestantes há muito têm criticado a ideia do monasticismo, mas, sob a influência dessas duas visões milenaristas [pré-milenismo e amilenismo], têm tornado toda a igreja num retiro do mundo, com exceção apenas do celibato sacerdotal. Os homens são convocados a abandonar o mundo e procurar refúgio na igreja. Nada é dito sobre estabelecer o reinado e governo de Deus em cada área da vida, pensamento e ação.
A questão da graça também é problemática no movimento. Conforme Ricardo Mariano (1999) o preço a ser pago em troca do conforto espiritual e da certeza na salvação na comunidade dos eleitos é altíssimo. De acordo com Mariano (1999) os crentes pentecostais de modo geral frente à dificuldade de se conduzir na sociedade em conformidade com os novos deveres ascéticos e sectários, acabam criando para si verdadeiros “monastérios” e neles se fecham. A exemplo da igreja e da casa.
Gedeon Alencar (2005) alerta que, como todos os movimentos de iniciativa popular, principalmente envolvendo negros, o neopentecostalismo tem sido alvo de muito preconceito por parte da academia e de outras denominações evangélicas. Esse olhar preconceituoso de fundamento racista, segundo Alencar, teria sido responsável por muitas generalizações e maus entendidos ligados ao neopentecostalismo. Que precisaria ser analisado fora da perspectiva do protestantismo clássico com sua rejeição natural à cultura brasileira devido ao predomínio de uma teologia incapaz de pensar o ser da “cintura para baixo”, antes de qualquer pretensão relativa a sua categoria de pertencimento. Nesse sentido para se discutir a inserção do neopentecostalismo como categoria do protestantismo é preciso que primeiro haja um deslocamento do próprio conceito de protestantismo histórico construído nos moldes da Europa, considerando toda a especificidade do continente em relação aos países do continente sul americano, em especial o Brasil. Pois neste contexto cultural diverso, dificilmente o sacerdócio universal, a autoridade suprema das escrituras e a salvação pela fé, assumiriam contornos similares aos que assumiram na Europa. Portanto, para Gedeon Alencar (2005) o neopentecostalismo é uma forma de manifestação genuinamente brasileira de pentecostalismo e se constitui manifestação do protestantismo, só que fora dos moldes de protestantismo europeu com seu racionalismo teológico impregnado da cultura europeia branca e sincretizando com religiões de matrizes africanas em seu universo místico e ritualístico.
Uma doutrina particularmente controversa nas igrejas neopentecostais é a da teologia da prosperidade, que se espalhou nas décadas de 1970 e 1980 nos Estados Unidos, principalmente por televangelistas pentecostais e neopentecostais. Esta doutrina é centrada no ensino da fé cristã como um meio de enriquecer-se financeira e materialmente, através de uma "confissão positiva" e uma contribuição para os ministérios cristãos. Promessas de cura divina e  prosperidade são garantidos em troca de certos montantes de doações. A fidelidade no dízimo permitiria evitar as maldições de Deus, os ataques do diabo e da pobreza. As ofertas e dízimo ocupam muito tempo nos serviços. Muitas vezes associada ao dízimo obrigatório, esta doutrina é por vezes comparada com um negócio religioso. Em 2012, o Conselho Nacional de Evangélicos da França publicou um documento denunciando essa doutrina, mencionando que a prosperidade era de fato possível para um crente, mas que essa teologia levada ao extremo leva ao materialismo e à idolatria, que não é a propósito do evangelho. Pastores pentecostais que aderem à teologia da prosperidade têm sido criticados por jornalistas por seu estilo de vida bling-bling (roupas luxuosas, casas grandes, carros luxuosos, avião particular, etc.)
Em 2013, o pastor evangélico John F. MacArthur criticou o movimento carismático pelo apoio da maioria à teologia da prosperidade, o que levou a escândalos financeiro e moral, sua proximidade com a Nova Era onde Deus é apresentado como um servo das necessidades dos crentes, falsas profecias e serviços desordenados. O Pentecostal Superintendente Geral do General Council of the Assemblies of God in the United States of America, George O. Wood, admitiu que houve casos isolados de comportamento e ensino errôneos em igrejas pentecostais e carismáticas, mas que o movimento deu uma grande contribuição para a evangelização no mundo.